# جیمز لسدن
جیمز لسدن (انگلیسی: James Lasdun؛ زادهٔ ۱۹۵۸ میلادی) نویسنده اهل بریتانیا است.
از فیلم‌ها یا مجموعه‌های تلویزیونی که وی در آن‌ها نقش داشته‌است، می‌توان به یکشنبه اشاره نمود.
وی همچنین برندهٔ جوایزی همچون کمک‌هزینه گوگنهایم و جایزه او. هنری شده‌است.